# فری توماس دو برلانگا

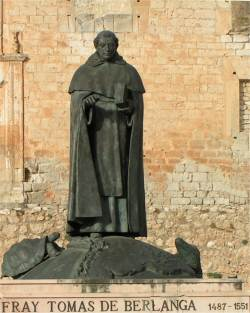
نگاره‌ای از مجسمهٔ فری توماس دو برلانگا در اسپانیا

 فری توماس دو برلانگا  (تولد ۱۴۸۷ - وفات ۸ آگوست ۱۵۵۱) چهارمین اسقف پاناما بود.
توماس دو برلانگا در برلانگا دو دورو در سوریا، از ایالت‌های مرکزی اسپانیا به دنیا آمد. وی در سال ۱۵۳۵ برای حل و فصل اختلافاتی که بعد از فتح اینکاها، میان جهانگشای اسپانیایی، فرانسیسکو پیزارو و افسران تحت امرش به وجود آمده بود، عازم پرو شد. کشتی حامل وی، بعد از فرونشستن باد، دچار سرگردانی شد و جریان‌های پرقدرت دریایی، او را به سمت جزایر گالاپاگوس کشاند که منجر به کشف این جزایر توسط وی در ۱۰ مارس ۱۵۳۵ شد. او شرحی از ماجرا و کشفیات خود را به کارل پنجم، امپراتور مقدس روم و پادشاه اسپانیا فرستاد.
دو برلانگا در بازگشت به زادگاهش، یک تمساح بومی آمریکای لاتین به نام کیمن را به همراه برد که طول آن به ۳ متر می‌رسید. این تمساح در حال حاضر در کلیسای جامع برلانگا دو دورو به نمایش گذاشته شده‌است.